# Édson Gomes Bonifácio
Édson Gomes Bonifácio (Vitória, 9 september 1956) is een Braziliaans voormalig voetballer, ook bekend onder zijn spelersnaam Gomes. Hij is het meest bekend door het nemen van de winnende strafschop in de finale van het Campeonato Brasileiro Série A 1985 tegen Bangu waarbij hij Coritiba zijn eerste landstitel bezorgde.

## Biografie
Gomes begon zijn carrière bij kleinere clubs en maakte in 1977 de overstap naar Guarani, dat een jaar later landskampioen werd. In 1981 en 1982 speelde hij voor Corinthians waarmee hij het Campeonato Paulista won. In 1983 won hij met Santa Cruz het Campeonato Pernambucano. Ook met Coritiba werd hij landskampioen, in 1985 en verwierf eeuwige roem bij de club door de winnende strafschop te nemen. Na negentig minuten en verlengingen werden er strafschoppen genomen. Alle vijf de Bangu- en Coritibaspelers trapten in doel, waardoor er verder strafschoppen genomen werden. Banguspeler Ado miste en Gomes niet waardoor Coritiba met 5-6 won en landskampioen werd. Na een korte terugkeer bij Guarani speelde hij de laatste jaren van zijn carrière bij Goiás, waarmee hij nog drie keer het Campeonato Goiano won.
In 1979 zat hij in de selectie voor de nationale ploeg die deelnam aan de Copa América 1979, maar hij werd tijdens geen enkele wedstrijd ingezet en daarna niet meer opgeroepen.